# Mario Bilić
Mario Bilić (Imotski, 27. ožujka 1963.) hrvatski je pjesnik.

## Životopis
Mario Bilić rođen je 27. ožujka 1963. u Imotskom.
Osnovnu školu završio je u Prološcu, Franjevačku klasičnu gimnaziju u Sinju, Srednju upravno-pravnu u Splitu, a na Filozofskom fakultetu Sveučilišta u Zagrebu diplomirao je hrvatski jezik i književnost. Objavljivao je i objavljuje u mnogim listovima, časopisima i književnoj periodici. Piše pjesme, pjesničku prozu i književne kritike. Nagrađivan je i odlikovan. Pjesme su mu izvođene na Hrvatskom radiju i televiziji. Zastupljen je u zbornicima, leksikonima, monografijama, antologijama, enciklopedijama i školskim udžbenicima. Dragovoljac je Domovinskog rata i ratni vojni invalid. Umirovljeni je časnik (satnik) Hrvatske vojske. Član je radnik Matice hrvatske, počasni član IMOarta i UHD Imotski sokolovi. Član je UHDDR-a, HVIDR-e, Hrvatskog časničkog zbora, Hrvatske Uzdanice, Zdruga hrvatske obrane Nikola Šubić Zrinski,  Hrvatskog društva katoličkih novinara, Udruge Zavjet, HKD-a Napredak, Jutra poezije, Hrvatskog kulturnog vijeća, HKD-a sv. Jeronima, HAZU za dijasporu u Baselu, Društva hrvatskih književnika i Društva hrvatskih književnika Herceg Bosne.

## Djela
- Peta zapovijed,  Nakladni zavod Matice hrvatske, Zagreb, 1990.
- Knjiga ljubavi, Albatros, Zagreb, 1998.
- Rane zagledane u nebo, IMOArt, Imotski, 2004.
- Imotski sokolovi, UHD Imotski sokolovi, Imotski, 2006.
- Gospodinov štićenik, Alfa, Zagreb, 2006.
- Što je kritik htio reći, HKD Napredak, Split, 2007.
- Prološko blago, Udruga Proložana u ZG – Sveti Mihovil, 2009.
- Izopćenici, IMOart, Imotski, 2010.
- Zastava pod kojom ginem, Ogranak Matice hrvatske Split, Split, 2012.
- Knjiga za jednog čitača, Synopsis, Zagreb – Sarajevo, 2014.
- Glavičke uspomene, K.U.M. Proložac, Proložac 2018.
- Bijela vatra, Biakova, Zagreb, 2021.
- Ostavština, K.U.M. PROLOŽAC, Proložac, 2024.